# Kreisgericht Wetzlar
Das Kreisgericht Wetzlar war zwischen 1849 und 1879 ein Gericht der ordentlichen Gerichtsbarkeit im damals preußischen Wetzlar.

## Geschichte
Das Gebiet des Kreises Wetzlar kam als Ergebnis des Wiener Kongresses 1815 zu Preußen und war dort Teil der Rheinprovinz. Im Kreisgebiet bestanden jedoch standesherrliche Rechte der Fürsten von Solms-Braunfels fort, um deren Ausgestaltung in den Jahren nach 1815 langwierig mit dem Zentralstaat verhandelt wurde. Seit 1827 waren diese organisatorisch als Fürstlich Solms-Braunfels’sche Regierung gebündelt, die eine echte Unterherrschaft im Königreich Preußen bildete. Die Trennung von Verwaltung und Justiz war (wie damals in den meisten deutschen Teilstaaten) noch nicht gegeben. Die Regierung war Verwaltungsbehörde und gleichzeitig Patrimonialgericht zweiter Instanz, der die erstinstanzlichen Solms-Braunfels’schen Patrimonialgerichte unterstanden. 
In der Märzrevolution kam es zu gewaltsamen Aufständen gegen die fürstliche Regierung, die nur mit Hilfe preußischer Truppen niedergeschlagen werden konnte. 
Am 6. Mai wurde zwischen den Fürsten von Solms-Braunfels und dem Königreich Preußen ein Vertrag abgeschlossen, in dem der Fürst den endgültigen Verzicht der Regierungsrechte bestätigte. Ab dem 15. Mai war damit das neu eingerichtete Kreisgericht Wetzlar für die Rechtsprechung und der Landrat in Wetzlar für die Verwaltung zuständig.
Die Patrimonialgerichte Solms-Braunfels wurden aufgehoben. Der Gerichtsbezirk des Kreisgerichtes umfasste den Kreis Wetzlar. Ihm unterstanden die Justizämter Atzbach, Braunfels, Ehringshausen und Hohensolms. Es war dem Justizsenat Ehrenbreitstein untergeordnet.
Mit dem am 1. Oktober 1879 in Kraft getretenen Deutschen Gerichtsverfassungsgesetz vom 27. Januar 1877 wurde das bestehende Kreisgericht Wetzlar aufgehoben und der Kreis Wetzlar in drei Amtsgerichtsbezirke aufgeteilt. Dies waren das Amtsgericht Ehringshausen, das Amtsgericht Braunfels und das Amtsgericht Wetzlar.